# Karlijn Kuijpers
Karlijn Kuijpers is een Nederlandse onderzoeksjournalist voor het journalistenplatform Investico en dagblad Trouw.

## Opleiding
Na een opleiding Spaans en Ecotoerisme aan de Universiteit van Costa Rica deed ze van 2006 tot 2010 Milieuwetenschappen aan de Universiteit van Utrecht. Aansluitend studeerde ze een jaar aan de universiteit van Bazel waarbij zij zich specialiseerde in filosofische aspecten van duurzame ontwikkeling. Bij haar studie Criminologie richtte zij in haar universitaire studie in Utrecht op Groene Criminologie, een onderzoeksveld gericht op milieu- en bedrijfscriminaliteit. 

## Onderzoeksjournalist
Voor De Groene nam ze deel aan de Masterclass Onderzoeksjournalistiek.
Met de opgedane kennis deed zij vanaf 2012 voor de Stichting Onderzoek Multinationale Ondernemingen (SOMO) onderzoek naar de relatie tussen bedrijven en landconflicten in Colombia en Brazilië. 
Voor journalistenplatform Investico schrijft Kuijpers sinds 2014 over economische en financiële onderwerpen. Sinds 2015 werkt Kuijpers voor het dagblad Trouw en deed onderzoek naar de Panama Papers, Paradise Papers, Mauritius Leaks en 'Luanda Leaks', waar bewoners van hun land werden verdreven om de bouw van een boulevard in Luanda mogelijk te maken. Haar publicaties over economie en financiën, milieukwesties, belastingen, schulden en privacy verschenen niet alleen in Trouw maar ook in weekblad De Groene Amsterdammer en Het Financieele Dagblad.

## Erkenning
Samen met Jan Kleinnijenhuis, Siem Eikelenboom en Gaby de Groot won zij de Citi Journalistic Excellence Award 2017 voor onderzoek naar de Panama Papers.
Met een journalistenteam dat naast Kuijpers bestond uit Lars Bové, Kristof Clerix, Gaby de Groot, Jan Kleinnijenhuis, Han Koch en Martijn Roessingh won ze De Loep 2017 in de categorie Opsporende Onderzoeksjournalistiek.
In 2019 werd zij met Tim Staal en Thomas Muntz onderscheiden met de Persprijs Jacques van Veen voor hun serie over ‘De schuldenindustrie’ in De Groene Amsterdammer.
Uit internationale berichten was gebleken dat Rusland de westerse sancties ontweek door zijn ruwe olie in afgedankte tankers over de wereldzeeën te vervoeren. Samen met Carola Houtekamer ontdekte Kuijpers dat de benodigde stookolie voor die schaduwtankers in Zeeland werd getankt.  Hun reportage Poetin tankt bij Vlissingen die ze voor de NRC maakten werd bekroond door De Loep 2024 in de categorie ‘Opsporend’.

## Prijzen
- De Loep 2024
- Persprijs Jacques van Veen 2019
- Citi Journalistic Excellence Award 2017
- De Loep 2017

- ORCID: 0000-0001-9597-5545